# 二褶羊耳蒜
二褶羊耳蒜（学名：Liparis cathcartii）为兰科羊耳蒜属下的一个种。

## 扩展阅读
- 維基物種上的相關：二褶羊耳蒜